# بوشنوية عظيمة الأوراق
بوشنوية عظيمة الأوراق (الاسم العلمي:Buchenavia megalophylla) هي نوع من النباتات يتبع جنس البوشنوية من الفصيلة القمبريطية.